# Сибирцев, Геннадий Евгеньевич
Геннадий Евгеньевич Сибирцев (6 [18] августа 1875, Тотьма — 17 марта 1952, Томск) — русский советский врач, организатор здравоохранения.

## Биография
Родился в семье священника. Окончил Тотемское духовное училище, Вологодскую духовную семинарию (1895). Год отработал учителем Угрюминской церковноприходской школы в Тотемском уезде.
В 1896 году поступил на медицинский факультет Императорского Томского университета, но в 1899 году был отчислен за участие в студенческой забастовке. Через год сумел восстановиться в Университете и завершить образование (1902).
Окончив университет, работал ординатором больницы Томской пересыльной тюрьмы. В июне 1903 года избран на должность врача 4-го городского медицинского участка с заведованием городской больницей для заразных больных. В течение ряда лет был единственным врачом в этом учреждении, отчего больница именовалась в быту «больницей Сибирцева». Переизбирался на эту должность в 1907 и 1911 годах, затем продолжал оставаться в ней до 1936 года, когда по состоянию здоровья перешёл в ординаторы, лечебной практикой занимался до конца жизни, вёл частный прием у себя в квартире, выезжал к пациентам на дом и в сельские районы. Выступал как наставник молодых специалистов.
Под руководством Сибирцева было построено новое больничное здание. В 1933 году больнице, ставшей инфекционной, было официально присвоено его имя.
Преподавал гигиену и правила оказания первой помощи на курсах для учителей народных школ (1916—1918), с 1923 по 1932 и с 1939 по 1946 преподавал в Томском университете (после реорганизации — Томском медицинском институте), ассистент кафедры инфекционных болезней.
Избирался гласным Томской городской думы (1910), работал в думских исполнительных комиссиях. В советские времена был депутатом Томского городского Совета, томского областного Совета депутатов трудящихся (с 1947). Председатель ревизионной комиссии профсоюза медицинских работников. В течение 10 лет был экспертом врачебно-контрольной и врачебно-конфликтной комиссии отдела здравоохранения Томского горисполкома.

## Память
На территории Томской инфекционной больницы установлен памятник Г. Е. Сибирцеву (1967).